# دیلی سیتی (کالیفرنیا)
دیلی سیتی (به انگلیسی: Daly City) شهری در شهرستان سن ماتئو ایالت کالیفرنیا است که در سرشماری سال ۲۰۱۰ میلادی، ۱۰۱۱۲۳ نفر جمعیت داشته‌است.